# Glorijane
Glorijane é um personagem de histórias em quadrinhos Disney. Assim como seu namorado Pena das Selvas é uma variante do Peninha, Glorijane é uma variante de Glória, namorada do Peninha, criada exclusivamente para o Brasil por Ivan Saidenberg.
Mora na mesma selva do Pena, junto com o sobrinho dele, Biquinhoboy e a macaca de estimação, Chita da Silva.
É uma sátira às histórias dos filmes do Tarzan, daí a junção dos nomes Glória e Jane, a esposa do Tarzan.
Criada no Brasil, em 1982, com a história Banzé na selva, por Gérson Teixeira e Euclides Miyaura, participa de 23 histórias em quadrinhos, todas publicadas no Brasil, pela Editora Abril. Também foi publicada em outros países, dentre estes, a Itália, com o maior número de histórias, oito.

## Nome em outros idiomas
- Francês: Ravigotte de la jungle
- Inglês: Glorijane